# Phison Patera
La Phison Patera è una struttura geologica della superficie di Marte.